# Luigi Maria Epicoco
Luigi Maria Epicoco [luiɡi maʁia epikɔko] Mesagne, (21 octobre 1980) est un prêtre catholique, théologien, philosophe, écrivain, professeur d'université et doyen de faculté italien. 
Son activité consiste principalement dans la formation et la prédication en particulier auprès des jeunes, de laïcs et des religieux en Italie, en France et dans d'autres pays étrangers. Il a publié plusieurs livres et articles philosophiques, scientifiques, théologiques et spirituels.  
Homme de médias, il est très actif sur le web et sur les réseaux sociaux.

## Biographie
Il rentre au petit séminaire à l'âge de 15 ans. En 2004, il obtient un baccalauréat en théologie à l'Université pontificale du Latran et l'année suivante il est diplômé en philosophie à l'Université d'État de Rome}. Le 6 janvier 2005, il est ordonné prêtre de l'archidiocèse de L'Aquila par Mgr Giuseppe Molinari,.
Dans les premières années de son ministère, a été chargé de rétablir la F.U.C.I. (Fédération des Universités Catholiques Italiennes) et l'aumônerie des étudiants de l'Archidiocèse de L'Aquila. Depuis, il continue à s'occuper des jeunes et des étudiants du diocèse de L'Aquila : il est nommé curé de la paroisse universitaire San Giuseppe Artigiano.
Il est nommé professeur de philosophie systématique à l'Istituto Superiore di Scenze Religiose Fides et Ratio de l'Aquila. En 2011 il obtient une licence en théologie morale,. Depuis 2014, il enseigne philosophie à l'Université pontificale du Latran. En 2019, il nommé doyen de la faculté Istituto Superiore di Scenze Religiose Fides et Ratio de l'Aquila. 
Ses livres publiés en Italie sont traduits en plusieurs langues. Son ouvrage Solo i malati guariscono. L'umano del (non) credente (San Paolo, 2016) a été traduit en espagnol, en portugais et en coréen. Son livre le plus célèbre, Sale non miele. Per una fede che brucia (San Paolo, 2017) a été traduit en français, en anglais, et en portugais. 
Pour Noël 2019, c'est son livre Soyez des témoins que le pape François choisit de donner à chaque cardinal de la curie comme cadeau de Noël,.
En février 2020, le père Luigi Maria Epicoco publie un livre-interview avec le Pape François sur Jean-Paul II.
Il est actif dans les médias (en particulier sur YouTube), sur les réseaux sociaux (notamment sur Facebook), et dans les blogs. Son importante activité sur internet, lui a valu le titre de « jeune prêtre multimédia ». De plus, il participe à plusieurs émissions de radio et de télévision. Il intervient régulièrement sur TV2000 (it) et moins fréquemment aussi sur Radio Vatican, Rai Radio 2 et Telepace. En particulier, il est connu pour sa participation au programme Nemo - Nessuno escluso sur Rai 2, le 2 novembre 2016,.
Luigi Maria Epicoco publie en février 2021 le livre Con cuore di padre (« Avec le cœur d'un père ») sur saint Joseph. Publié à l'occasion de l'année saint Joseph, son livre propose une méditation quotidienne, des textes du pape François et des textes de Tonino Bello.
Le pape François le nomme en juin 2021 assistant médiatique pour les médias du Vatican.

## Livres
Luigi Maria Epicoco a écrit plus d'une vingtaine de livres. 

### Livres traduits en français
- La foi n'est pas un bonbon au miel. Pour une foi qui brûle (trad. Didier Duverne), Paris, Mame Editions, 2019.

- La pierre rejetée. Ce que les personnages de l'Évangile ont à nous dire (trad. Dominique de la Rochebrochard), Paris, Mame Editions, 2022.

### Livres publiés en italien (en ordre chronologique)
- Il Dio Salvato. Etty Hillesum tra storia e profezia, Rome, Nuova Itivera, 2006.
- Vergine Madre figlia del tuo figlio, Ravenne, Itaca editrice, 2006.
- Jesu dulcis memoria, Ravenne, Itaca editrice, 2007.
- A. Amato, P. Bignardi, L. M. Epicoco, Futuro presente. Contributi sull'enciclica Spe salvi di Benedetto XVI (dir. L. M. Epicoco), Todi, Tau editrice 2009.
- L'Immacolata perfezione. Sentieri in preparazione alla festa dell'Immacolata, Todi, Tau editrice, 2010.
- Io vedo il tuo volto. Arte e liturgia, Todi, Tau editrice, 2011.
- AA. VV., Ex coelesti virtute. Miscellanea di studi in onore di S. E. Mons. Giuseppe Molinari nel Suo 50º di Sacerdozio (dir. L. M. Epicoco), Todi, Tau editrice, 2012.
- L. M. Epicoco, A. Sconosciuto, Mater nostra : Maria e Mesagne, Todi, Tau editrice, 2012.
- Etty Hillesum. Introduzione ad una donna, Todi, Tau editrice, 2013.
- L. M. Epicoco, P. Marini, Giovanni Paolo II. Ricordi di un papa santo, Todi, Tau editrice, 2014.
- Qualcuno accenda la luce. Conversazioni sull'Enciclica Lumen Fidei di papa Francesco, Todi, Tau editrice, 2014.
- Educare è meglio che curare, Todi, Tau editrice, 2015.
- La misericordia ha un volto. Il Giubileo straordinario della Misericordia secondo papa Francesco, Todi, Tau editrice, 2015.
- Preghiere di ogni giorno, Todi, Tau editrice, 2015.
- Nati per amare. I giovani raccontano la famiglia, Rome, Lateran University Press, 2016.
- Solo i malati guariscono. L'umano del (non) credente, Cinisello Balsamo, San Paolo, 2016.
- Educare è meglio che curare, Todi, Tau editrice, 2016.
- La malattia è un dono di vita. Storia di Teresa Ruocco, Todi, Tau editrice, 2016.
- La stella, il cammino, il bambino. Il natale del viandante, Cinisello Balsamo, San Paolo, 2016.
- Quello che sei per me. Parole sull'intimità, Cinisello Balsamo, San Paolo, 2017.
- Amen. La Parola che salva, Cinisello Balsamo, San Paolo, 2017.
- Sale non miele. Per una fede che brucia, Cinisello Balsamo, San Paolo, 2017.
- Telemaco non si sbagliava. O del perché la giovinezza non è una malattia, Cinisello Balsamo, San Paolo, 2018.
- L’amore che decide, Todi, Tau editrice, 2018.
- Ci hai redenti col tuo sangue. Mese al Preziosissimo Sangue, Todi, Tau editrice, 2019.
- Marta, Maria e Lazzaro. Tre meditazioni sui legami e l'amicizia, Todi, Tau editrice, 2019.
- Camminando tra pastori e Re Magi. Trenta piccole meditazioni e un "quaderno" per la riflessione personale: un percorso di preparazione al Natale, Cinisello Balsamo, San Paolo, 2019.
- Qualcuno a cui guardare. Per una spiritualità della testimonianza, Rome, Città Nuova, 2019.
- Pape François, L. M. Epicoco, San Giovanni Paolo Magno, Cinisello Balsamo, San Paolo, 2020.

### Livres publiés en d'autres langues

#### Livres traduits en anglais
- Salt, not Honey. For a faith that stings, Melbourne, Coventry Press, 2019.

#### Livres traduits en coréen
- 아파하는 나에게 (trad. 이창욱), Gangbuk-gu, P바오로팔, 2019.

#### Livres traduits en espagnol
- Las matemáticas de Dios. Qué nos queda cuando lo perdemos todo (trad. L. Carmen Ternero Lorenzo), Madrid, San Pablo, 2018.

#### Livres traduits en portugais (en ordre chronologique)
- Somente os doentes se curam. O lado humano do (não) crente, Apelação, Paulus Editora, 2018.
- Sal, não mel. Para uma Fé que incendeie, Apelação , Paulus Editora, 2019.